# Biphenyl-4,4′-dicarbonsäure
Biphenyl-4,4′-dicarbonsäure ist ein aromatische chemische Verbindung. 
Die Substanz mit der Halbstrukturformel HO2C–C6H4–C6H4–CO2H besteht aus zwei Benzolringen mit je einer in para-Stellung befindlichen Carboxygruppe (–COOH). Somit ist Biphenyl-4,4′-dicarbonsäure eine Dicarbonsäure von Biphenyl. Biphenyl-2,2′-dicarbonsäure (Diphensäure) und Biphenyl-3,3′-dicarbonsäure sind Konstitutionsisomere der Biphenyl-4,4′-dicarbonsäure.
Biphenyl-4,4′-dicarbonsäure wurde in Experimenten zu selbstorganisierende Nanostrukturen auf Calcit abgeschieden.

## Verwendung
Biphenyl-4,4′-dicarbonsäure wird als Linker für die Synthese von Metall-organischen Gerüstverbindungen eingesetzt (z. B. DUT-5 und UiO-67). In den resultierenden Gerüststrukturen ist die deprotonierte Form (Biphenyl-4,4′-dicarboxylat, BPDC) eingebaut und beide Carboxlatgruppen koordinieren an die entsprechenden Metallzentren. Biphenyl-4,4′-dicarbonsäure wird häufig als alternative zu der kürzeren Terephthalsäure eingesetzt, um die Poren der Gerüststrukturen zu vergrößern, wobei die Grundstruktur erhalten wird (isoretikuläre Expansion).